# Dichaetomyia heteromma
Dichaetomyia heteromma är en tvåvingeart som beskrevs av Fritz Isidore van Emden 1965. Dichaetomyia heteromma ingår i släktet Dichaetomyia och familjen husflugor.
Artens utbredningsområde är Myanmar. Inga underarter finns listade i Catalogue of Life.